# ヘルマゴール郡

ヘルマゴール郡
Bezirk Hermagor

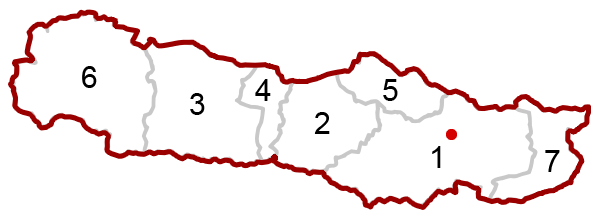
ヘルマゴール郡内の市町村区画図。番号は一覧と対応している

ヘルマゴール郡（ヘルマゴールぐん、独: Bezirk Hermagor）は、オーストリアのケルンテン州西部に位置する郡（Bezirk; 行政管区とも訳される）。郡庁所在地はヘルマゴール＝プレセッガー・ゼー。
東でフィラッハ＝ラント郡と、北でシュピッタール・アン・デア・ドラウ郡と、西でチロル州のリエンツ郡（東チロル）と接している。南はイタリアとの国境になっており、大部分をフリウリ＝ヴェネツィア・ジュリア州ウーディネ県と、最西部でわずかにヴェネト州ベッルーノ県と接している。
ヘルマゴール郡には以下の7つの市町村（Gemeinde; ゲマインデ）がある。そのうちヘルマゴール＝プレセッガー・ゼーが市（Stadt）に、2つが町（Marktgemeinde; 市場町）に指定されている。
1. ヘルマゴール＝プレセッガー・ゼー Hermagor-Pressegger See （市）
2. キルヒバッハ Kirchbach （町）
3. ケチャッハ＝マウテン Kötschach-Mauthen （町）
4. デラッハ Dellach
5. ギチュタール Gitschtal
6. レザハタール Lesachtal
7. ザンクト・シュテファン・イム・ガイルタール Sankt Stefan im Gailtal